# Antoine Adelisse
Antoine Adelisse (Nantes, 10 giugno 1996) è uno sciatore freestyle francese, specializzato in slopestyle, big air e halfpipe.

## Biografia
Originario di Nantes e attivo in gare FIS dal dicembre 2010, Antoine Adelisse ha debuttato in Coppa del Mondo il 21 febbraio 2012, giungendo 39º in slopestyle a Jyväskylä. Il 25 marzo 2017 ha ottenuto il suo primo podio nel massimo circuito, classificandosi al 2º nel big air di Myrkdalen-Voss vinto dal norvegese Birk Ruud. Il 25 febbraio 2020 ha ottenuto la sua prima vittoria, imponendosi nella stessa specialità a Deštné v Orlických horách davanti allo stesso Ruud.
In carriera ha preso parte a due edizioni dei Giochi olimpici invernali e a sette gare ai Campionati mondiali di freestyle. Ha inoltre vinto due medaglie ai Winter X Games.

## Palmarès

### Winter X Games
- 2 medaglie:
  - 1 oro (big air ad Hafjell 2020)
  - 1 argento (big air ad Aspen 2021)

### Coppa del Mondo
- Miglior piazzamento in classifica generale: 8º nel 2021
- Miglior piazzamento nella Coppa del Mondo di big air: 2º nel 2021
- Miglior piazzamento nella Coppa del Mondo di slopestyle: 11º nel 2020
- Miglior piazzamento nella Coppa del Mondo di halfpipe: 26º nel 2021
- 5 podi:
  - 1 vittoria
  - 3 secondi posti
  - 1 terzi posti

#### Coppa del Mondo - vittorie
| Data             | Luogo                     | Paese     | Disciplina |
| ---------------- | ------------------------- | --------- | ---------- |
| 29 febbraio 2020 | Deštné v Orlických horách | Rep. Ceca | BA         |

Legenda:

BA = big air